# Скалограм
Скалограм је врста визуелног дисплеја од трансформације таласа у дигиталној обради сигнала. Добија се проценом енергетске густине у просторно-временској скали. Скалограм се састоји од три осе: x-оса представља временску линију, и y-оса представља размеру, а z-оса коефицијент вредности. Z-оса се углавном променом боје или осветљености.